# Horornis
Genre
Synonymes
- Cettia Bonaparte, 1834[1]

Horornis est un genre de passereaux de la famille des Cettiidae. Il comprend 13 espèces de bouscarles.

## Répartition
Ses membres se répartissent à travers l'Himalaya, l'est de l'Asie du bassin Indo-Pacifique.

## Liste alphabétique des espèces
Selon la classification de référence du Congrès ornithologique international (version 15.1, 2025) :
- Horornis seebohmi Ogilvie-Grant, 1894) — Bouscarle de Luçon
- Horornis diphone (Kittlitz, 1830) — Bouscarle chanteuse
- Horornis canturians (Swinhoe, 1860) — Bouscarle mandchoue
- Horornis annae (Hartlaub & Finsch, 1868) — Bouscarle des Palau
- Horornis carolinae (Rozendaal, 1987) — Bouscarle des Tanimbar
- Horornis parens (Mayr, 1935) — Bouscarle de San Cristobal
- Horornis haddeni (Lecroy & Barker, 2006) — Bouscarle de Bougainville
- Horornis ruficapilla (Ramsay, EP, 1875) — Bouscarle des Fidji
- Horornis fortipes Hodgson, 1845 — Bouscarle de montagne
- Horornis brunnescens (Hume, 1872) — Bouscarle de Hume
- Horornis acanthizoides (Verreaux, J, 1871) — Bouscarle de Verreaux
- Horornis flavolivaceus (Blyth, 1845) — Bouscarle jaune et vert